# Henri Seydoux
Pour les articles homonymes, voir Seydoux.
Henri Jérôme Seydoux Fornier de Clausonne, communément appelé Henri Seydoux, né le 20 juillet 1960 dans le 8e arrondissement de Paris, est un homme d’affaires exerçant en France, cofondateur et président de la société Parrot.
Il est le fils de Jérôme Seydoux, patron de Pathé, le père de l’actrice Léa Seydoux et le neveu de Nicolas et Michel Seydoux. Sa grand-mère paternelle est Geneviève Schlumberger, la fille de Marcel Schlumberger créateur de l’entreprise homonyme.

## Biographie
Après un Bac C en 1978, Henri Seydoux est un habitué du Palace, à la fin des années 1970 où il croise de multiples personnalités dont Jean-François Bizot fondateur du magazine Actuel. Au début de la décennie suivante, il devient journaliste au sein de ce mensuel. Pour le magazine, il rencontre Roland Moreno qui le pousse à s’intéresser à la micro-informatique,. Au milieu des années 1980, il crée avec Pierre Buffin sa première société, BBS, puis BSCA peu après, entreprise d’imagerie 3D : un échec. Mais ce parcours lui permet de s’émanciper définitivement de l’héritage familial fait de pétrole ou de cinéma, ce que confirme son ami Philippe Starck en précisant qu’« il n'est pas concerné par un quelconque héritage qu'il aurait reçu ». 
Henri Seydoux est l’un des deux principaux investisseurs de la société Christian Louboutin dans les années 1990, et en devient administrateur ; il est également l’un des nombreux investisseurs de la société Devialet deux décennies plus tard.
Partant de l’idée de créer « un agenda à reconnaissance vocale pour aveugle », il cofonde avec Christine de Tourvel et Jean-Pierre Talvard la société de technologie Parrot en 1994. Il l’introduira en bourse en 2006 et en 2013 en détient 35,5 % des parts.
Vivant depuis le 15 juillet 1989 avec l’ancien mannequin Farida Khelfa, il se marie le 1er septembre 2012 ; il est père de quatre enfants : deux filles avec sa première épouse Valérie Schlumberger, l’actrice Léa Seydoux, née en 1985 et sa sœur aînée Camille, styliste, ainsi que deux garçons, Ismaël et Omer de Farida Khelfa.
Henri Seydoux devient membre du Conseil d’administration du groupe Schlumberger en 2009.
Il collabore avec Elon Musk pour équiper les Tesla de téléphones Bluetooth à reconnaissance vocale.

## Affaire judiciaire
En juillet 2024, l'Autorité des marchés financiers (AMF) a condamné à 420 000 euros d'amendes au total la société Parrot et deux de ses dirigeants, dont Henri Seydoux.
Cette condamnation résulte de la diffusion d'informations fausses ou trompeuses dans son rapport financier semestriel 2018,.

## Cinéma
- 1982 : Chassé-croisé d’Arielle Dombasle

## Investissement
Henri Seydoux a investi un million d’euros dans le site de vidéos Brut.